# Norwegian Escape
Die Norwegian Escape ist ein Kreuzfahrtschiff der Breakaway-Plus-Klasse der Reederei Norwegian Cruise Line. Es entstand auf der Meyer Werft in Papenburg und wurde 2015 in Dienst gestellt.

## Geschichte

### Bestellung, Bau und Indienststellung
Am 17. Oktober 2012 bestellte Norwegian Cruise Line einen Neubau bei der Meyer Werft in Papenburg. Gleichzeitig wurde ein Schwesterschiff, die Norwegian Joy optioniert. Am 20. März 2014 begann der Bau mit dem Zuschnitt der ersten Stahlplatte, ehe das Schiff am 19. September 2014 auf Kiel gelegt wurde. Im Zuge der Baustrategie der Meyer Werft wurde eine 120 Meter lange Sektion bereits am 5. Dezember 2014 ausgedockt.  Eine zweite Sektion folgte am 21. Februar 2015, um das Ausdocken der Anthem of the Seas zu ermöglichen. Anschließend wurden beide Sektionen in das freie Baudock manövriert, wo der Rohbau fertiggestellt wurde. Die Rumpfbemalung stammt vom Künstler Guy Harvey und wurde im März 2015 veröffentlicht.
Im Mai 2015 wurde das Schiff aufgrund eines Gaslecks durch ein Feuer beschädigt. Am 15. August 2015 wurde das Schiff ausgedockt.
Am 18. September 2015 begann die Emsüberführung Richtung Eemshaven, wo das Schiff am 19. September eintraf. Die Überführung erfolgte mithilfe des Emssperrwerks. Das Sperrwerk wurde gegen 4:00 Uhr des 18. September 2015 geschlossen, um einen Wasserstand von 2,7 Metern über Normalhöhennull herzustellen. Nach einem rund 24-stündigen Emsstau passierte das Schiff das Emssperrwerk gegen 4:00 Uhr des 19. September.
Vom 13. bis zum 15. Oktober 2015 war das Schiff im Trockendock Elbe 17 bei Blohm und Voss in Hamburg eingedockt, wo Einstellungsarbeiten und eine finale Inspektion vorgenommen wurden.
Die Ablieferung an Norwegian Cruise Line erfolgte am 22. Oktober 2015. Das Schiff war bei der Ablieferung das fünftgrößte Kreuzfahrtschiff, nach der Oasis-Klasse und der Quantum-Klasse von Royal Caribbean International.
Am 23. Oktober 2015 startete das Schiff zur Premierenkreuzfahrt ab Hamburg, am 25. Oktober zur Mini-Kreuzfahrt nach Southampton. Anschließend wurde das Schiff nach Miami überführt und seit dem 14. November ganzjährig auf einer 7-Nächte-Route durch die östliche Karibik eingesetzt.
Die Taufe des Schiffes erfolgte am 9. November 2015 in Miami durch den US-Rapper Pitbull.

### Einsatz
Die Norwegian Escape fährt im Winter ab Miami in die Karibik, im Sommer ab New York nach Bermuda und Neuengland.

### Zwischenfälle
Am 15. März 2022 lief das Schiff vor Puerto Plata in der Dominikanischen Republik auf Grund. Als Ursache wurden starke Winde genannt. Um kurz nach Mitternacht konnte das Schiff freigeschleppt werden.
Am 12. Mai 2022 brach im Maschinenraum an Deck ein Feuer aus. Das Schiff befand sich auf einer zehntägigen Kreuzfahrt von Civitavecchia nach Griechenland und Italien.